# Phaon

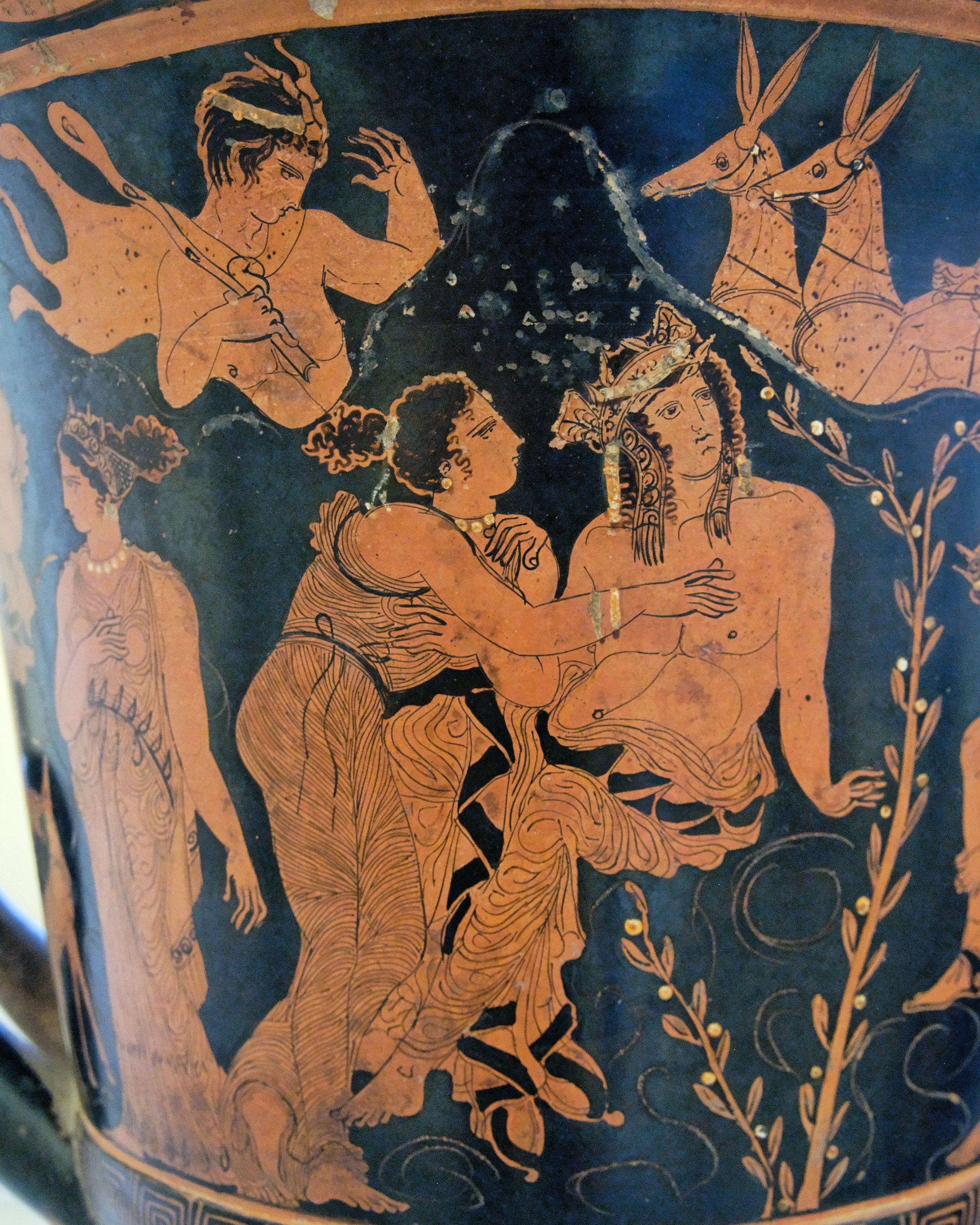
Phaon et Aphrodite, cratère attique à figures rouges, 420-400 av. J.-C., Musée archéologique régional Antonio-Salinas (Palerme)

Dans la mythologie grecque, Phaon (en grec ancien Φάων / Pháôn) est un homme réputé pour sa beauté.

## Mythe
Phaon est d'abord un vieux batelier, faisant passer les voyageurs de Lesbos en Asie Mineure ; Lucien, dans ses Dialogues des morts, le place à Chios, mais il est seul dans ce cas. Un jour, il transporte Aphrodite sans la reconnaître, et pour le récompenser de son zèle, la déesse lui donne un onguent qui en fait le plus beau des hommes sitôt qu'il s'en oint. Paléphatos de Samos et Lucien se contentent de dire qu'Aphrodite lui redonne jeunesse et beauté, sans plus de détails. Pline, qui ne cite pas ce mythe, attribue la régénérescence de Phaon à une plante, l'éryngion blanc.
Ses amours connaissent ensuite plusieurs variantes. La première le rattache à Aphrodite elle-même, une certaine confusion existant entre Phaon et Adonis. Aphrodite et Phaon sont représentés sur plusieurs céramiques attiques du Ve siècle av. J.-C., et leur légende était aussi traitée sur la scène dramatique. D’après Cratinos, Aphrodite aurait caché Phaon dans des laitues pour le garder pour elle. Si cet auteur est le seul à parler explicitement d'amour entre Phaon et Aphrodite, la « dissimulation dans les laitues » se retrouve aussi chez Élien, tandis que Marsyas le Jeune cite plutôt des « orges vertes ».
Selon la deuxième variante, c'est Sappho qui tombe amoureuse de lui. Le personnage concerné n'est pas clair : la Souda fait la distinction entre la poétesse Sappho (notice Σ 107) et une courtisane du même nom, auteur de quelques poèmes et attachée à Phaon (Σ 108). Néanmoins d'après la tradition popularisée par Ovide, Sappho la poétesse, après avoir été aimée de Phaon, est ensuite délaissée par celui-ci ; ne pouvant supporter cela, elle décide de mettre fin à ses jours en faisant le saut de Leucade.
Enfin chez Élien, toutes les femmes de Mytilène tombent amoureuses de lui et il est finalement tué par un mari jaloux.
Selon Marcel Detienne, le mythe de Phaon doit être rapproché de celui d'Adonis : séducteur comme lui, par la grâce d'Aphrodite, Phaon connaît la même fin tragique ; il perd sa capacité de séduction - soit par une mort violente, soit par l'effet reconnu par les Grecs aux laitues, (favoriser l'impuissance).

## Notes et références

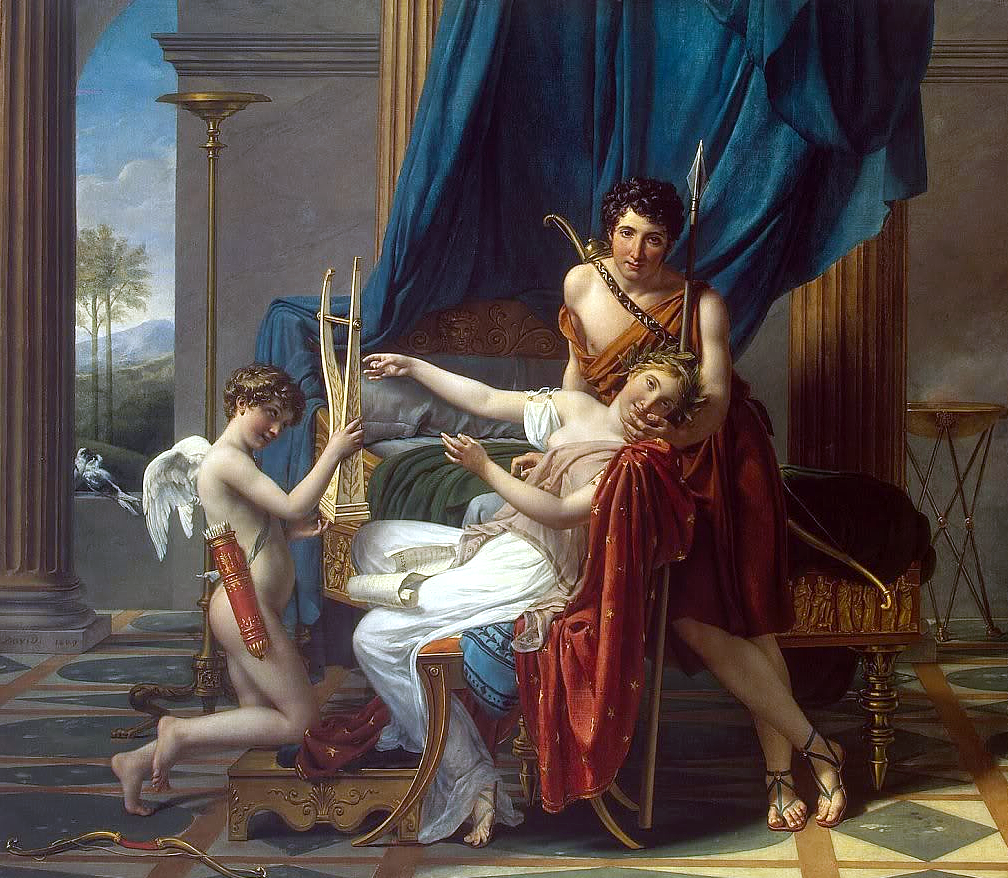
Sapho, Phaon et l'Amour par David, 1809, Musée de l'Ermitage (Saint-Pétersbourg)